# Onthophagus ardoini
Onthophagus ardoini är en skalbaggsart som beskrevs av Frey 1971. Onthophagus ardoini ingår i släktet Onthophagus och familjen bladhorningar. Inga underarter finns listade i Catalogue of Life.